# Hondsdonk

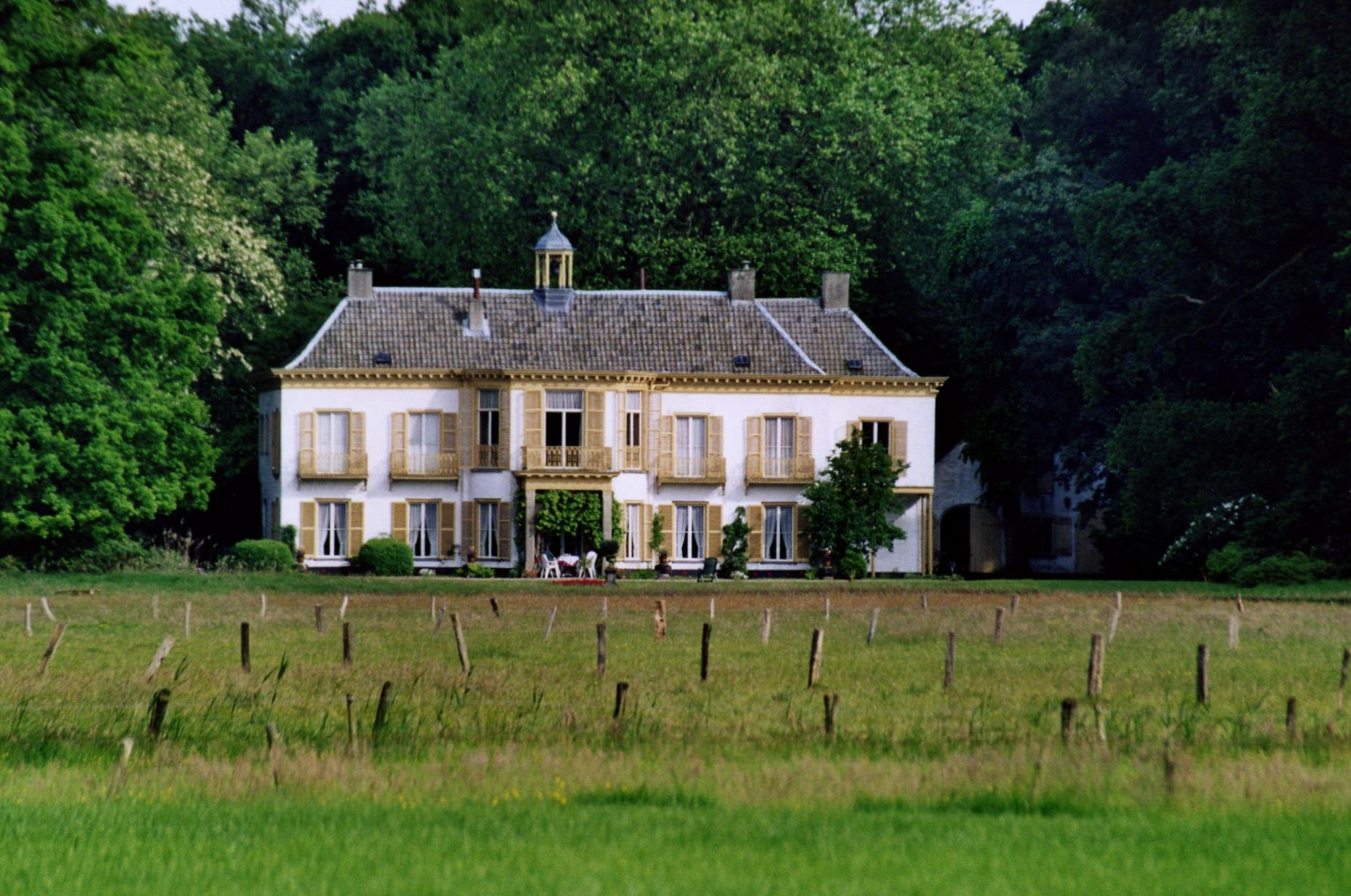
Huis Hondsdonk

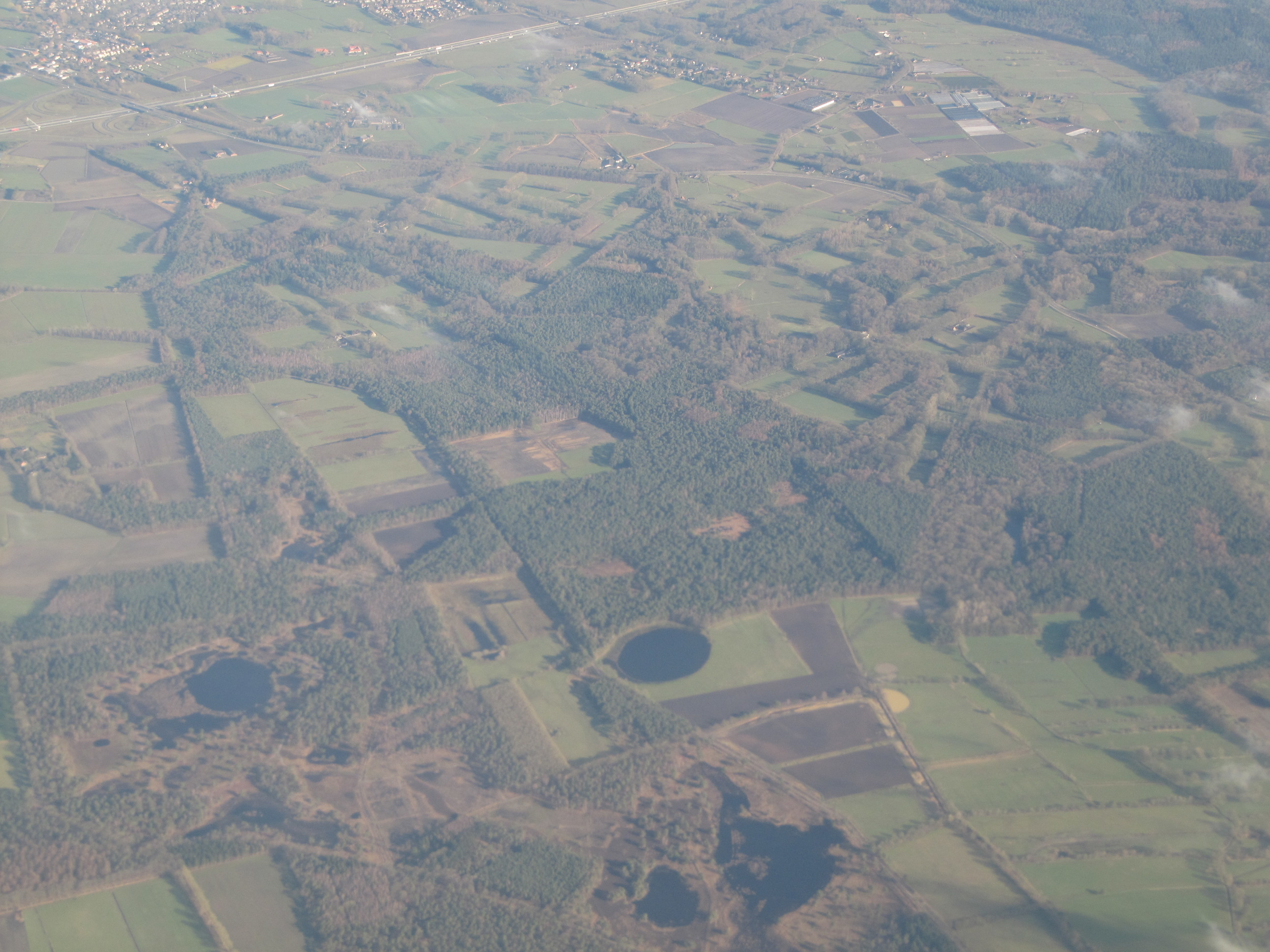
Landgoederen Luchtenburg en Hondsdonk vanuit de lucht, met de Strijbeekse Heide op de voorgrond

Hondsdonk is een landgoed dat zich bevindt ten zuiden van Ulvenhout en de verbinding vormt tussen de Strijbeekse Heide en de landgoederen Luchtenburg en Valkenberg.
Het landgoed wordt reeds vermeld in een akte van 1364 waarin sprake was van een boerderij die eigendom was van een zekere Claeus van Oekel. In 1625 brandde de boerderij af en in 1657 was er in een overdrachtsacte sprake van een nieuwe woning, op een iets gewijzigde plaats, alsmede schuur, kooien, een hof en bogaard, landen, weiden, turfvelden, bossen en de erven daar omheen. Philibert van Borssele droeg toen het goed over aan Cornelis van Blyenburg. In 1702 werd de hoeve nog uitgebreid.
In 1777 werd het huis verkocht aan Lucas baron van der Borch (1738-1820), die toen adjudant was van Stadhouder Willem V. Hij liet in 1795 het landhuis in empirestijl bouwen, wat het huidige landhuis is. Omstreeks 1840 werd een klokkentorentje op het huis geplaatst, afkomstig van het nabijgelegen huis Luchtenburg. Een houten duiventil en twee siervazen met mythologische figuren zijn bij de voorzijde van het huis te vinden. De tuin is aangelegd in Engelse landschapsstijl en dateert van omstreeks 1842. In deze tuin ligt een slingerende vijver die Kruisvijver wordt genoemd. Opdracht tot de tuinaanleg gaf de toenmalige bewoonster, Henriëtte barones van der Borch van Verwolde-van der Heim (1806-1884), weduwe van mr. Willem François Emile baron van der Borch van Verwolde (1802-1849), oomzegger van Lucas van der Borch. Zij ontwierp ook het op een cottage gelijkend boerderijtje op het landgoed. Zij kon al deze werken uitvoeren wegens de schadevergoedingen die zij na 1866 van de Staat kreeg na de afschaffing van de slavernij als aandeelhoudster van een plantage in Suriname.
In 1851 werd hier door de weduwe de schutterij "Alliance d’Amitié" opgericht. Een zoon van het echtpaar Van der Borch van Verwolde-van der Heim, mr. Willem Henri Emile baron van der Borch (1848-1908) was erfgenaam van het huis, werd geboren en overleed op het huis, en was vanaf 1881 tot zijn overlijden burgemeester van Ginneken en Bavel. Daarna kwam het door erfenis aan zijn neef, de Brusselse rechter Willem Prisse (1880-1951) (een zus van laatstgenoemde Van der Borch was getrouwd met de Belgische baron Prisse), een familie die het nog steeds in eigendom heeft.